# Bisetocreagris furax
Espèce
Synonymes
- Microcreagris furax Beier, 1959

Bisetocreagris furax est une espèce de pseudoscorpions de la famille des Neobisiidae.

## Distribution
Cette espèce est endémique d'Afghanistan. Elle se rencontre  vers Kandahar.

## Systématique et taxinomie
Cette espèce a été décrite sous le protonyme Microcreagris furax par Beier en 1959. Elle est placée dans le genre Bisetocreagris par Ćurčić en 1983.

## Publication originale
- Beier, 1959 : Zur Kenntnis der Pseudoscorpioniden-Fauna Afghanistans. Zoologische Jahrbücher, Abteilung für Systematik, Ökologie und Geographie der Tiere, vol. 87, p. 257-282.